# Bactrocera aethriobasis
Bactrocera aethriobasis är en tvåvingeart som först beskrevs av Hardy 1973.  Bactrocera aethriobasis ingår i släktet Bactrocera och familjen borrflugor. Inga underarter finns listade.